# Sirkka Sari
Sirkka Sari, rozená Sirkka Linnea Jahnsson (1. května 1920 — 30. července 1939) byla finská herečka.

## Životopis
Rodiče Sirkky Sari se jmenovali Ranger Jahnsson Ernst a Anna Jahnsson. Otec Ranger Jahnsson Ernst byl spisovatel, psal pohádky, povídky a anekdoty.
Sirkka Sari nejprve pracovala v drogerii, kde byli pravidelnými zákazníky divadelní herci, kteří pak Sirkkce nabídli, aby hrála ve filmu.
Jejím prvním filmem byl snímek Niskavuoren naiset, následoval film Sysmäläinen a jejím posledním filmem byl snímek Rikas tyttö. Všechny tři jmenované filmy režíroval finský režisér Valentin Vaala.
V květnu 1938 se zasnoubila s poručíkem Teemu Linnala.

## Smrt
Sirkka Sari zemřela po pádu do komína. Oslavovala natočení svého posledního filmu a zřejmě v opilosti vyšplhala na střechu hotelu Aulanko. V domněnce, že vstupuje na balkon vkročila do komína na jehož dně byl vařící kotel, do kterého nešťastně spadla. Smrt byla okamžitá. Lékaři se Sirkku snažili oživit, ale neúspěšně. Byla pohřbena v sobotu 5. srpna na hřbitově Muolaa Perkjärven Karelian Isthmus.

## Filmografie
- Niskavuoren naiset (1938)
- Sysmäläinen (1938)
- Rikas tyttö (1939)